# Loch Uigeadail
Loch Uigeadail ist ein See auf der schottischen Hebrideninsel Islay. Er liegt damit in der Council Area Argyll and Bute.
Die Whiskybrennerei Ardbeg beitzt einen Teil des benötigten Maischwassers aus dem Loch Uigeadail. Aus diesem Grund verausgabte die Brennerei eine Spezialabfüllung namens Uigeadail. Der Forellenbestand des See ermöglich außerdem Freizeitangeln.

## Beschreibung
Der Loch Uigeadail liegt im Süden der Insel etwa vier Kilometer nördlich des Küstenweilers Ardbeg nahe dem Hügel Beinn Sholum. Der See weist eine maximale Länge von etwa 530 Metern bei einer maximalen Breite von etwa 290 Metern auf und erstreckt sich in Ost-West-Richtung. Der in einer unbesiedelten Region liegende See ist nicht durch Straßen erschlossen.
Der auf einer Höhe von 248 Metern liegende See besitzt keine benannten Zuflüsse. Von seinem Südufer fließt der Bach Ardilistry River ab, der nordöstlich von Ardbeg in die Schottische See mündet. Der Loch Uigeadail nimmt eine Fläche von elf Hektar ein. Bei einer mittleren Tiefe von 5,6 Meter besitzt er ein Seevolumen von rund 0,64 Mio. Kubikmeter. Es speist sich aus einem Einzugsgebiet von 68 Hektar, das zu 82 % aus Heideflächen besteht. Der Umfang von Loch Uigeadail beträgt rund zwei Kilometer.